# De vuelta a la acción
De vuelta a la acción (título original en inglés: Back in Action) es una película de comedia y acción estadounidense de 2025 dirigida por Seth Gordon a partir de un guion que coescribió con Brendan O'Brien. La película está protagonizada por Jamie Foxx, Cameron Diaz, Andrew Scott, Jamie Demetriou, Kyle Chandler y Glenn Close. La película fue estrenada por Netflix el 17 de enero de 2025.

## Reparto
- Jamie Foxx como Matt
- Cameron Diaz como Emily
- McKenna Roberts como Alice
- Rylan Jackson como Leo
- Kyle Chandler como Chuck
- Glenn Close como Ginny Curtis
- Jamie Demetriou como Nigel
- Andrew Scott como Baron
- Fola Evans-Akingbola como Wendy
- Robert Besta como Balthazar Gor
- Bashir Salahuddin como Chris
- Tom Brittney como Dylan

## Producción
En junio de 2022, se informó que Cameron Diaz saldría del retiro para una comedia de acción escrita por Seth Gordon y Brendan O'Brien titulada Back in Action, también protagonizada por Jamie Foxx. Se reveló que Beau Bauman produciría para Good One Productions con Seth Gordon produciendo para Exhibit A y Foxx, Datari Turner, O'Brien y Mark McNair como productores ejecutivos. En agosto de 2022, Foxx habló sobre persuadir a Díaz (cuya última película antes de su retiro en 2014 fue Annie, en la que también protagonizó) para que se uniera al elenco, y le dijo a Entertainment Tonight que "Cameron es una fuerza increíble y ha hecho mucho en este negocio" y que él le preguntó "'¿Quieres divertirte un poco? ¡Simplemente diviértete un poco!' Y creo que eso es lo que la llevó a esto... estamos muy felices de que esté sucediendo y ansiosos por hacerlo".
En noviembre de 2022, Glenn Close y Kyle Chandler se sumaron al elenco. En febrero de 2023, Andrew Scott, McKenna Roberts, Rylan Jackson y Jamie Demetriou se unieron al elenco. La fotografía principal se llevó a cabo en Londres del 2 de diciembre de 2022 al 9 de marzo de 2023. A finales de febrero de 2023, Díaz filmó escenas en el Río Támesis. El rodaje en Atlanta comenzó el 28 de marzo y finalizó a finales de abril. A mediados de abril, mientras Foxx estaba hospitalizado por una emergencia médica, se utilizaron dobles de cuerpo para filmar sus escenas restantes. La escena de apertura que muestra un paisaje urbano se filmó en Liubliana, Eslovenia.
Aunque a Gordon y O'Brien se les atribuyó únicamente el guion, Andrea Berloff, Matteo Borghese, Joel Church-Cooper, Adam Cole-Kelly, Dana Fox, Paul Fruchbom, John Gatins, Joe Nussbaum, Cassie Pappas, Lennon Parham, Sam Pitman, Ellen Shanman, Laura Solon, David Stassen, Jessica St. Clair, Victoria Strouse y Lillian Yu realizaron varias contribuciones.

## Estreno
Back in Action se estrenó en Netflix el 17 de enero de 2025. Originalmente estaba previsto su estreno el 15 de noviembre de 2024, antes de posponerse a su fecha de estreno actual.
La película acumuló 46.8 millones de visitas en sus primeros tres días, lo que le otorga el fin de semana de estreno más grande para una película de Netflix en inglés desde The Adam Project.